# リサ・リサ&カルト・ジャム
リサ・リサ&カルト・ジャム (Lisa Lisa and Cult Jam) は、アメリカ合衆国出身で、ヒスパニック系を中心とした3人組、ポップ・グループである。
ニューヨークを地盤として、1985年にフル・フォースのプロデュースでデビューした。R&B・チャートと、ポップ・チャート両方でヒットを放っている。1987年にリリースしたセカンド・アルバム『スパニッシュ・フライ』からシングルカットされた「Head to Toe」はビルボードヒットチャートで1位を記録した。

## メンバー
- リサ・リサ (Lisa Lisa)
- アレックス・"スパナドール"・モズリー (Alex "Spanador" Moseley)
- マイク・ヒューズ (Mike Hughes)

## ディスコグラフィ

### スタジオ・アルバム
- 『リサ・リサ&カルト・ジャム・ウィズ・フル・フォース』 - Lisa Lisa & Cult Jam with Full Force (1985年、Columbia)
- 『スパニッシュ・フライ』 - Spanish Fly (1987年、Columbia)
- 『ストレイト・トゥ・ザ・スカイ』 - Straight to the Sky (1989年、Columbia)
- 『ストレート・アウタ・ヘルズ・キッチン』 - Straight Outta Hell's Kitchen (1991年、Columbia)

### コンピレーション・アルバム
- Head to Toe (1995年、Sony Music)
- Lisa Lisa and Friends (1995年、Sony Music)
- Past, Present & Future (1996年、Thump)
- 『スーパー・ヒッツ』 - Super Hits (1997年、Sony Music)
- Playlist: The Very Best of Lisa Lisa & Cult Jam with Full Force (2010年、Columbia/Legacy)